# Monanthochloe
Monanthochloe  es un género de plantas con flores, perteneciente a la familia de las poáceas. Es originario América.

## Etimología
El nombre del género deriva de las pablabras griegas monos (individual), anthos (flor) y chloë (hierba), refiriéndose a las flores unisexuales.

## Especies
- Monanthochloe acerosa (Griseb.) Speg.
- Monanthochloe australis Speg.
- Monanthochloe littoralis Engelm.